# Львівська середня загальноосвітня школа № 63
Львівська загальноосвітня школа I–III ступенів № 63 (середня школа № 63 Львова) — Львівська середня загальноосвітня школа.
Розташована за адресою: місто Львів, вул. Личаківська, 171.

## Історія
Школа імені Варфоломія Зіморовича на вулиці Личаківській, 171 була збудована у 1892—1893 роках на землі, купленій за 26192 злотих. Будинок був цегляний, двоповерховий, дах — швейцарський, покритий черепицею. Один квадратний метр забудованої площі коштував 67,21 злотих. У результаті будівництво школи обійшлося у 27497 злотих. Це було перше приміщення магістрату, збудоване під школу.
Школа мала свій герб, встановлений у мури будинку — це знак емфітевзису (тобто — вічної оренди).
Загальна мішана школа була організована як двокласна з одним старшим учителем і однією старшою вчителькою, котра також мала освіту для завідування дитячою дошкільною установою при школі. Всього було 4 навчальні кімнати та помешкання для завідувачки.
На початку діяльності закладу у ньому навчалися 91 хлопець і 44 дівчини, 120 дітей відвідували уроки за окремим розпорядком, у садочку перебувало майже 50 дошкільнят. Про предмети, які вивчалися у школі, дає уявлення архівний документ «Повідомленнє шкільне», видане Булику Роману Филиповичу у 1928 році. З документа видно, що у 1928 — 1929 навчальному році вивчали релігію, руську (українську) та польську мови, одну з мов на вибір, геометрію, природу, географію, історію, гімнастику, рисунок, співи з такими оцінками:
- Поведінка: дуже добре, добре, відповідне, невідповідне
- Пильність: дуже добра, добра, достатня, недостатня
- Поступ: дуже добра, добра, достатня, недостатня
- Зверхній порядок: дуже старанний, старанний, менше старанний, недбалий.

Школа імені Варфоломія Зіморовича на вулиці Личаківській, 179 - триповерхова кам’яниця з неоготичною вежею збудована бл. 1910 р. Біля цього будинку 3 вересня 1914 р. віце-президент Львова Тадеуш Рутовський вручав символічні ключі від міста російському генералу Роде.
З 1918 року за польської влади школа продовжувала свою роботу як початкова з польською мовою навчання. В цей час добудовано третій поверх з трьома класними кімнатами. У школі навчалися лише хлопці.
1960 року з ініціативи батьків та завдяки наполегливому клопотанню вчителя географії Наливайка В. А. та вчителя математики Дрогомижського І. І. на території школи встановлено погруддя Т. Шевченка роботи львівського скульптора Я.Чайки, виготовлене робітником кераміко-скульптурної фабрики П. Максимом.
1965 року було прибудовано триповерховий корпус впритул до існуючої будівлі, що значно розширило можливості навчання великої кількості учнів.
1973 року школі було передано ще два приміщення (нинішні корпуси № 2,3). У цей час у школі навчалося близько 1300 учнів у дві зміни.
1990 року СШ № 63 м. Львова однією з перших у місті стала комп'ютеризованою, придбавши 12 комп'ютерів класу КОРВЕТ.
1997 року збудовано перехід між двома корпусами.
1 березня 2004 року учнівський парламент з ініціативи Олекси Гудими прийняв закон «Про заборону вживання і розповсюдження наркотиків у школі»
23 вересня 2008 року будівлю внесено до переліку пам'яток культурної спадщини, що не підлягають приватизації.
2008 школа святкувала 120 років з дня заснування.
4 листопада 2009 у Львові вперше встановлено контейнер для сортування пластику у середній школі № 63.
2010 встановлене зовнішнє освітлення СЗШ № 63.

### Повідомленнє шкільне
Мушинська Іванна Йосипівна, 1917 року народження, уродженка м. Одеса, мешканка с. Реклинець, службовець (учителька), симпатик ОУН. 19.04.1945 р. ВТ Львівського ВО засуджена за зв'язки з УПА на 10 років ВТТ з обмеженням у правах на 5 р. (ст. 54-1а, 54-11 КК УРСР).
Піщаний ВТТ, Карагандинська обл., Казахська РСР. Звільнена 07.09.1954 р. з табору і направлена на спецпоселення.

## Відомі учні та вчителі

### Учні
- Вільчинський Владислав (капітан) (1927–2012) відвідував початкову школу у Львові ім. Зиморовича.[9].
- Маєвський Чеслав (Czesław Majewski) — У 1969 році призначений міністром охорони здоров'я і соціального забезпечення членів Науково-дослідницького інституту бальнеології в Познані. Він був першим анатомопатологом, який очолював дослідження морфології в бальнеології.[10].
- Бульзацький Кшиштоф (Krzysztof Bulzacki) — після війни навчався у школі ім. Зиморовича у 3 та 4 класі, автор книг про злочини в польському селі Моссбергу[11].
- Мацех Олег Ярославович (1971–1981), громадський та політичний діяч, координатор Громадського форуму Львова, керівник (координатор) Львівського обласного осередку «Громадянської позиції».
- Огура Володимир (1978–1988), екс-керівник управління освіти Львова[12].
- Гірняк Володимир Олегович (1984–1994), депутат Львівської міської ради, голова фракції «Україна Соборна»[13].
- Андрій Мацола — генеральний директор «Першої приватної броварні»[14].
- Єжи Яніцький — польський прозаїк, драматург, журналіст, радіо- і кіносценарист, випускник школи ім. Зиморовича.[15].

### Вчителі
- Братунь Андрій Лукич - вчитель української мови та літератури, директор школи, батько Ростислава Братуня[16].
- Василишин Олег Миколайович — український історик, бібліограф, музикант, завідувач редакційно-видавничого відділу видавництва Української академії друкарства.

4 жовтня 2002 року на базі львівської середньої школи № 63 (на цей час Василишин О. М. — вчитель історії, правознавства, львовознавства та трудового навчання) створив гурт «Зупинка серця». Ініціатором створення групи виступила завуч з виховної роботи Лукашкевич Марія Іванівна.
- Йодловський Станіслав (Stanisław Jodłowski[pl]) працював у СЗШ № 63 з 1 вересня 1936 до 31 серпня 1937[18].
- Калинець Ірина у 1967-1969 роках працювала бібліотекарем у СЗШ № 63 [19]
- Лукашкевич Марія Іванівна — заступник директора з виховної роботи СЗШ № 63, вчитель математики (до 2010 р.). Автор книги «Школярикам зі Львова».[20].

## Цікаві факти
- При СЗШ №63 відкрили перший у Львові публічний фреблівський садок – майданчик для спортивних занять на відкритому повітрі для дітей молодше 6 років.[21]

- Перший електричний трамвай у Львові, а саме трамвай № 1 їздив по маршруті: головний вокзал — вул. Дзялинських (Тобілевича) — Леона Сапеги (С. Бандери) — вул. Коперника — вул. Словацького — вул. Сиктуська (Дорошенка) — вул. Кілінського (Беринди) — пл. Ринок — вул. Руська — вул. Чарнецького (Винниченка) — по всій вулиці Личаківській, до школи Зиморовича (біля Личаківської рогатки), з відгалуженням до Личаківського кладовища. З 1908 маршрути отримали буквенні позначення, що дозволяло пасажирам визначати куди їхати за позначенням ключових станцій. Зокрема трамвай № 1 став ŁD (Ł - Łyczaków (Личаків),D - Dworzec glówny (головний вокзал).[22]

## Сучасність
Зараз середня загальноосвітня школа № 63 м. Львова є школою І—ІІІ ступенів.
Школа співпрацює з:
- AIESEC.
- ГО «Спільнота».
- парком «Знесіння»[23].
- Католицьким університетом Любліна ім. Івана Павла ІІ[24].
- З 2011 року співпрацює з Szkoła Podstawowa № 38 в Любліні (Зимова школа у Любліні, Літня школа у Львові)[25].

## Фотогаларея

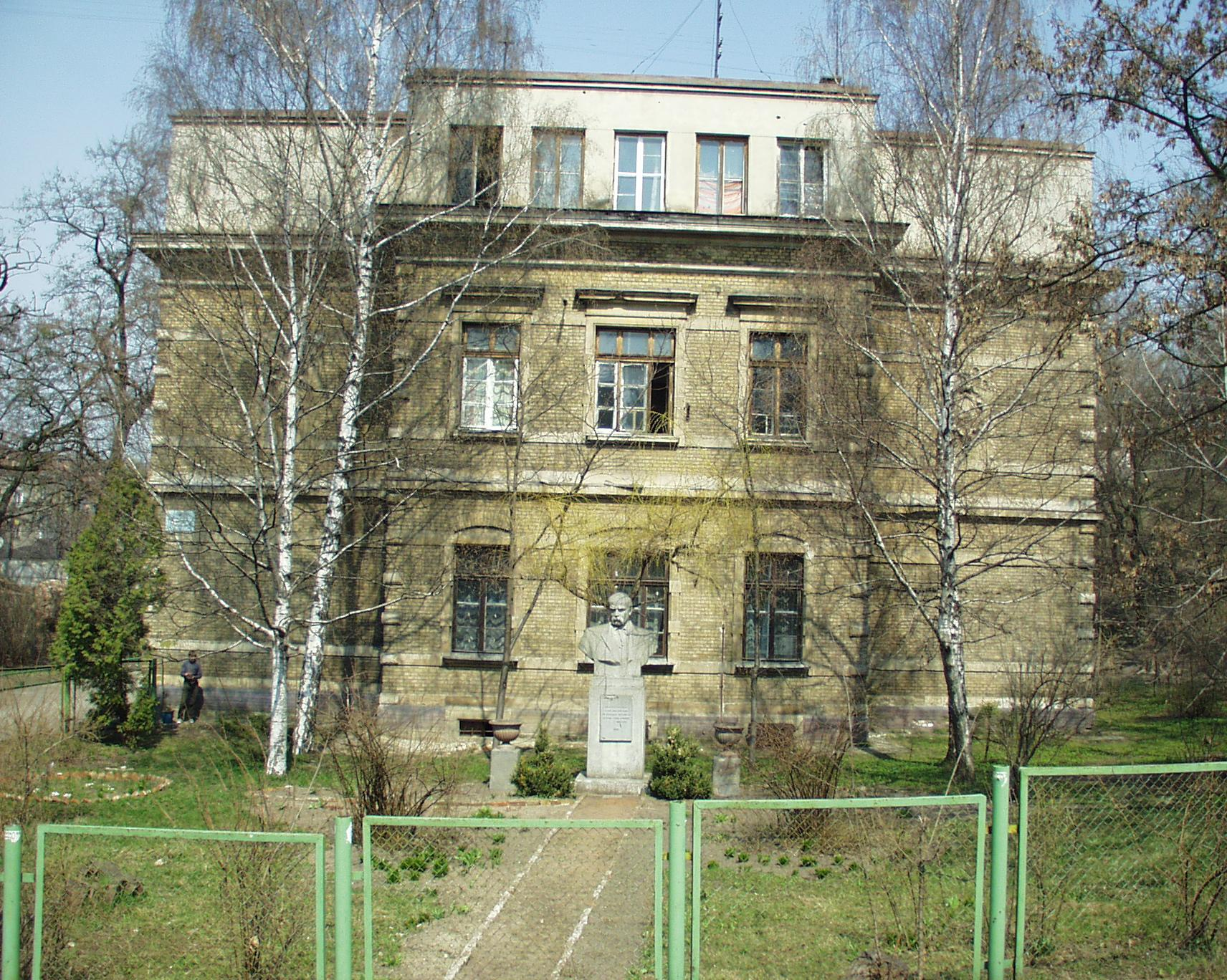
СЗШ № 63
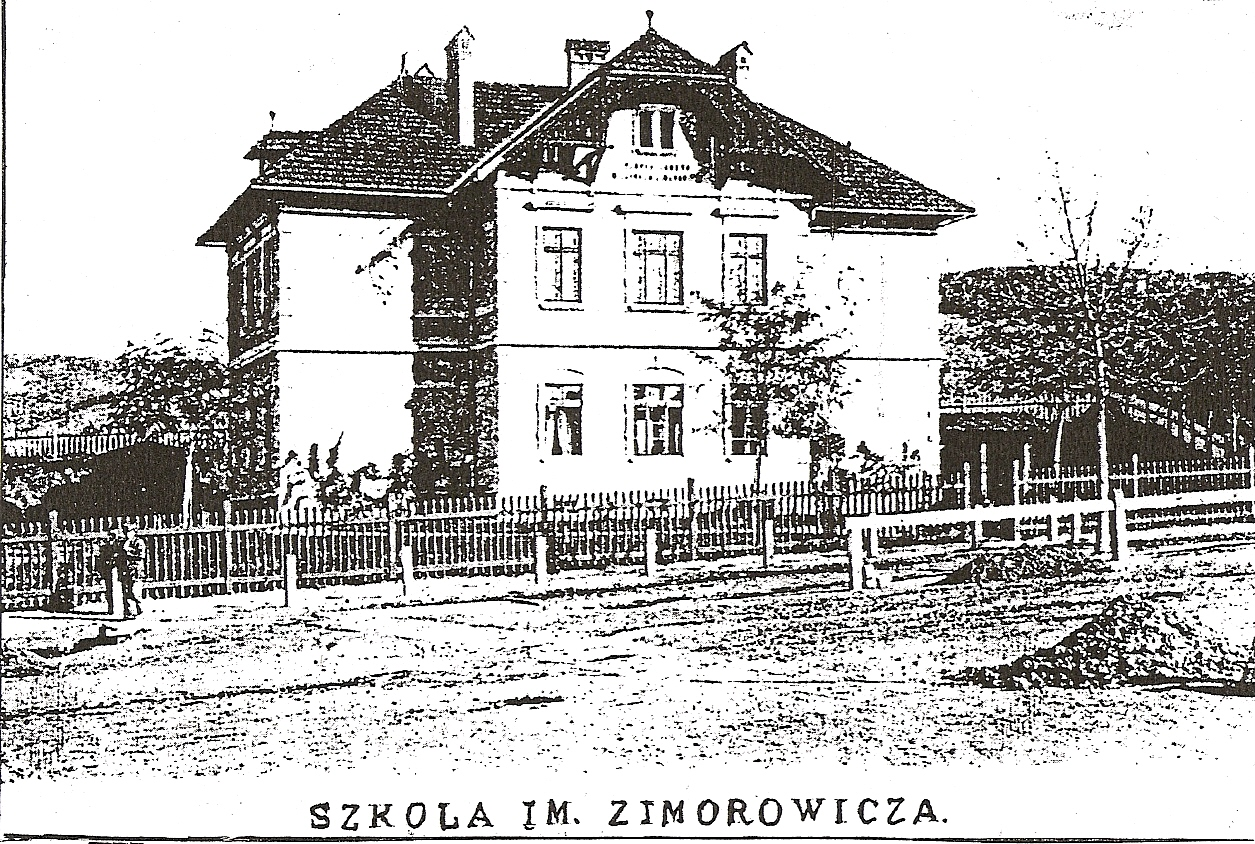
Школа ім. Зиморовича
Фото СЗШ № 63 1936 року [26]
Знак Емфітевзису
Пам'ятник Тарасові Шевченку на подвір'ї школи